# Lorena Morsch
Lorena Morsch (* August 2008 in Gießen) ist eine deutsche Tischtennisspielerin. Sie spielt für den TSV Langstadt 1909 und kommt in der Tischtennis-Bundesliga sowie der zweiten Bundesliga zum Einsatz.

## Karriere
Morsch begann mit vier Jahren mit dem Tischtennis und spielte zunächst beim NSC Watzenborn-Steinberg und später beim TTC Salmünster. Ab der Rückrunde der Saison 2020/21 spielte sie für den TTC Grün-Weiß Staffel aus Limburg und kam bereits mit zwölf Jahren in der Regionalliga-Mannschaft zum Einsatz, später auch in der zweiten Bundesliga. Zur Saison 2021/22 wechselte sie zum TSV Langstadt 1909, wo sie zunächst in der zweiten Mannschaft in der zweiten Bundesliga eingesetzt wurde. Im März 2023 debütierte sie mit 14 Jahren für die erste Mannschaft in der Bundesliga und trug dazu bei, dass sich ihr Team für die Play-off-Runde qualifizierte.
Seit Januar 2020 gehört Morsch dem Kader der Junioren-Nationalmannschaft an. Zu ihrem ersten internationalen Einsatz kam sie im Februar 2020 bei einem Juniorenturnier in Schweden.

## Erfolge
- 1. Platz, Deutsche U15-Meisterschaft 2022
- 1. Platz, U15-Europameisterschaft 2023 im Team
- 1. Platz, Deutsche U15-Meisterschaft 2023 im Doppel (sowie 2. Platz im Einzel und 3. Platz im Mixed)
- 1. Platz, Deutsche U19-Meisterschaft 2025 im Einzel (sowie 1. Platz im Doppel)[7]